# Овальное окно (сердце)
Овальное окно (лат. Foramen ovale) — отверстие в межпредсердной перегородке, работающее по типу дверки, с помощью которого в фетальном периоде происходит сброс крови справа (малый круг кровообращения) налево (большой круг кровообращения). Лёгкие еще не активны и не расправлены, их кровообращение минимально. Поэтому кровь в основном течет через овальное окно в левое предсердие и через артериальный проток (иначе называемый Боталловым протоком) из лёгочного ствола в аорту.
Овальное окно обычно физиологически закрывается в первые дни-недели после рождения. Впоследствии на месте овального окна определяется небольшое углубление, называемое «овальным углублением» (лат. Fossa ovalis). Если закрытия овального окна не происходит, говорят о персистирующем, или просто открытом, овальном окне. Открытое овальное окно наблюдается у приблизительно 25 % взрослого населения. С помощью ультразвукового исследования определяется небольшой поток крови через это отверстие. В зависимости от размера окна и его гемодинамической значимости говорят о дефекте предсердной перегородки, имеющем значение в этиологии церебральных эмболий (как правило, во взрослом возрасте).

## Диагностика открытого овального окна
Как правило обычное УЗИ сердца не даёт четкого подтверждения о наличии открытого овального окна (ООО). Для визуализации сброса крови слева направо или наоборот, необходимо провести УЗИ сердца с пузырьковым контрастированием (англ. bubble test).
Для проведения теста не требуется особой подготовки пациента. В качестве расходного материала требуется комплект из периферического катетера диаметром 18G, трёхходового краника стоп-кок (англ. stop-cock) и двух перфузорных шприцев.
В локтевую вену пациента вводится катетер, к которому присоединяют трёхходовой краник. В один шприц набирают физраствор. Затем оба шприца присоединяют к кранику.
Пациент находится лежа на левом боку, эхокардиографист устанавливает ультразвуковой датчик трансторакальной эхокардиографии в области позиции верхушки сердца для лучшего выведения эхокартины в четырёхкамерной проекции.
Тест проводится в два этапа: «чистый» тест и тест во время пробы Вальсальвы.

### «Чистый» тест
- Установка периферического катетера d=18G в локтевую вену.
- Переходник стоп-кок соединяется к катетеру.
- Соединение 2 перфузорных шприцев к стоп-коку, один из которых наполнен физраствором.
- Набрать 2 мл крови через шприц с физраствором.
- С помощью двух шприцев добиваются образования пузырьков.
- По команде доктора образованную пузырьковую эмульсию с силой вводят в вену.
- При положительном тесте ООО на картинке будет наблюдаться сброс пузырьков из одного предсердия в другое.

### Тест во время пробы Вальсальвы
- Все этапы теста проводятся аналогично как при «чистом» тесте.
- Перед вводом раствора в вену пациент делает глубокий вдох с кратковременным натуживанием и последующим выдохом.